# Diatomit
Diatomitul (sau kieselgur) este o rocă sedimentară silicioasă, formată din roci stratiforme care au în constituție 50% resturi de diatomee, de culoare alb-gălbuie până la brună, friabile și aspre la pipăit, cu textură omogenă și porozitate ridicată. Rocile sunt ușoare și cu o densitate scăzută.
Materialul din care este alcătuit este dioxidul de siliciu, neutru din punct de vedere chimic, care nu se dizolvă în apă și care privit la microscop are diferite forme de cristalizare.
Se întrebuințează ca material izolant, ca material filtrant, ca agregate pentru betoane, ca suport pentru fabricarea dinamitei și a altor explozivi etc.